# Gillette 스타리그 2004

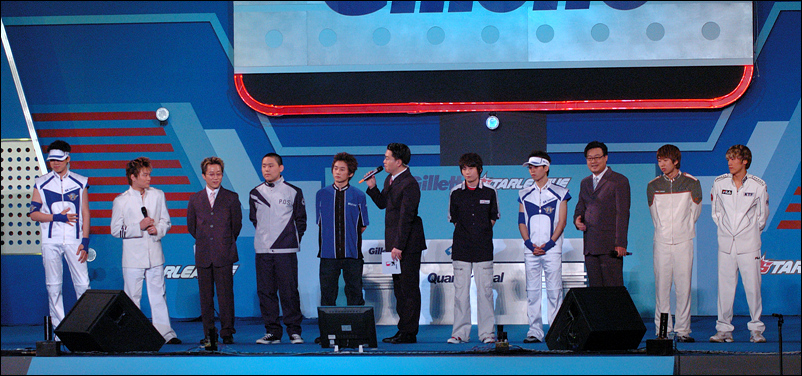
질레트 스타리그 8강전

Gillette 스타리그 2004는 2004년에 진행된 스타리그이다.

## 리그기간
- 2004년 4월 30일 ~ 2004년 8월 1일

## 스폰서 캐치프레이즈
- 남자를 위한 최상의 선택 질레트
- 내 생애 첫면도는 질레트와 함께
- 넘버원은 넘버원다워야 한다 질레트

## 특이사항

### 예선 및 본선
- 대회명칭에 온게임넷이 빠진 최초의 대회
- PD가 바뀌고 진행된 첫 스타리그. 위영광 PD가 프로리그 연출을 맡게 되면서 이제열 PD가 프로듀싱하게 되었다.
- 저그 최소 진출 (3명 박성준, 박태민, 변은종)
- 저그를 대표하는 조진락 트리오(조용호, 홍진호, 박경락) 모두 스타리그 진출 실패. 임요환의 스타리그 탈락.
- 우승자 징크스 발생 (강민 16강 탈락)
- 박성준의 온게임넷 본선 최단경기 3분 37초(vs 한동욱전 승)
- 조지명식 전 프리매치(pre-match)를 통해 공식맵을 선정
- 최초로 네오버전이 아닌 오리지널 버전이 4시즌 사용(노스탤지아, Nostalgia)
- 최초의 역언덕형 맵(레퀴엠, Requiem) 사용
- 온게임넷 2차 맵공모전을 통해 선별된 우승맵을 공식맵으로 사용
  - 우승작-Requiem(지근영 작), 준우승작-Serapis Temple(고승훈 작), 3위작-Dual Space(조승연 작)
- 8강투어 장소: 서울 잠실실내체육관
- 8강을 4개조로 3전 2선승제의 토너먼트 방식으로 개편 (최소 2주~ 최대 3주간 경기)
- 8강 4개조가 전부 2:1로 끝남.
- 스타리그 4강 최초 양쪽 대진 모두 5경기까지 진행
- 4강과 3,4위전 3경기 모두 3:2로 끝남 (4강 A조:최연성 vs 박성준, 4강 B조:나도현 vs 박정석, 3,4위전 최연성 vs 나도현)
- 4강 B조 박정석 VS 나도현의 5경기서 마인 역대박 발생으로 화제가 됨. 이로 인해 4강에서 테란이 모두 탈락.
- 대회 2년 후, 동방신기의 휠라 광고가 이 대회 오프닝에 대한 표절 의혹 발생.

### 결승 및 3,4위전
- 3시즌 만에 저그의 결승 진출, 온게임넷 스타리그 최초의 저그 우승.
- 박정석 프로토스 최초로 여름에 결승 진출.
- 테란 없는, 저그 - 프로토스 간 최초의 결승전.
- 박성준 5번째 로열로더 등극 (기욤패트리-김동수-임요환-이윤열-박성준)
- 결승장소 : 대구 EXCO (사상 최초로 결승전을 대구광역시에서 개최(스타리그 최초의 지방 결승전), 초대가수: 뜨거운감자(김C))

## 예선 통과자
| A조    | B조    | C조    | D조    | E조    | F조    | G조    | H조    | I조    |
| ------ | ------ | ------ | ------ | ------ | ------ | ------ | ------ | ------ |
| 이창훈 | 최인규 | 김정민 | 나경보 | 김근백 | 최연성 | 이병민 | 김환중 | 한웅렬 |
| J조    | K조    | L조    | M조    | N조    | O조    | P조    | Q조    | R조    |
| 조병호 | 전상욱 | 차재욱 | 김선기 | 변길섭 | 박경수 | 이재훈 | 한동욱 | 안기효 |

## 2003 3차 챌린지리그
- 일정 : 2003년 12월 9일 ~ 2004년 3월 2일

| 조  | Match1 | Match1 | Match2 | Match2 | 승자전 | 승자전 | 패자전 | 패자전 | 최종전 | 최종전 | 최종전 | 최종전 |
| A조 | 김현진 | 조병호 | 김근백 | 이병민 | 조병호 | 이병민 | 김현진 | 김근백 | 김근백 | 0      | 조병호 | 2      |
| B조 | 이운재 | 김환중 | 최연성 | 나경보 | 최연성 | 이운재 | 나경보 | 김환중 | 이운재 | 0      | 나경보 | 2      |
| C조 | 서지훈 | 안기효 | 한동욱 | 이창훈 | 서지훈 | 한동욱 | 안기효 | 이창훈 | 한동욱 | 2      | 안기효 | 1      |
| D조 | 최인규 | 김동진 | 변길섭 | 차재욱 | 변길섭 | 최인규 | 차재욱 | 김동진 | 최인규 | 2      | 차재욱 | 1      |
| E조 | 전상욱 | 도진광 | 김선기 | 김정민 | 전상욱 | 김선기 | 김정민 | 도진광 | 김선기 | 0      | 김정민 | 2      |
| F조 | 박성준 | 박경수 | 이재훈 | 한웅렬 | 박경수 | 이재훈 | 박성준 | 한웅렬 | 박경수 | 1      | 박성준 | 2      |

### 최종 1위 결정전
| 최연성 | 1승 4패 |
| 이병민 | 3승 2패 |
| 서지훈 | 3승 2패 |
| 변길섭 | 4승 1패 |
| 전상욱 | 2승 3패 |
| 이재훈 | 2승 3패 |

|  | 결승전 |        |   |
|  |        |        |   |
|  | 변길섭 | 변길섭 | 1 |
|  | 서지훈 | 서지훈 | 3 |

### 3차 듀얼토너먼트 진출자
- 테란 : 서지훈(스타리그 자동 진출), 이병민, 최연성, 변길섭, 전상욱, 한동욱, 최인규, 김정민
- 저그 : 나경보, 박성준
- 프로토스 : 이재훈, 조병호

## 2003 3차 듀얼토너먼트
- 일정 : 2004년 3월 23일 ~ 2004년 4월 1일

| 조  | Match1 | Match1 | Match2 | Match2   | 승자전 | 승자전 | 패자전 | 패자전   | 최종전 | 최종전 |
| A조 | 김정민 | 박경락 | 박용욱 | 변길섭   | 박용욱 | 김정민 | 변길섭 | 박경락   | 김정민 | 변길섭 |
| B조 | 김성제 | 나경보 | 최수범 | 조정현   | 김성제 | 최수범 | 조정현 | 나경보   | 최수범 | 조정현 |
| C조 | 이윤열 | 조병호 | 이병민 | 베르트랑 | 이병민 | 이윤열 | 조병호 | 베르트랑 | 이윤열 | 조병호 |
| D조 | 한동욱 | 박태민 | 조용호 | 이재훈   | 한동욱 | 조용호 | 박태민 | 이재훈   | 박태민 | 조용호 |
| E조 | 변은종 | 최인규 | 최연성 | 성학승   | 최연성 | 변은종 | 성학승 | 최인규   | 변은종 | 성학승 |
| F조 | 박정석 | 박성준 | 임요환 | 전상욱   | 박정석 | 임요환 | 박성준 | 전상욱   | 박성준 | 임요환 |

## 16강

### 출전 선수
| 종족     | 명 | 이름                                                    |
| 테란     | 8  | 김정민 나도현 서지훈 이병민 이윤열 최수범 최연성 한동욱 |
| 저그     | 3  | 박성준 박태민 변은종                                    |
| 프로토스 | 5  | 강민 김성제 박용욱 박정석 전태규                        |

### 본경기
16강 조지명식에 따라 결정된 조에 따라서 한 선수가 한 경기씩 총 세 경기를 펼치게 되며, 한 조로 볼 때 총 여섯 경기를 치르게 된다.
| A조    | A조     | B조    | B조     | C조    | C조     | D조    | D조     |
| ------ | ------- | ------ | ------- | ------ | ------- | ------ | ------- |
| 강민   | 1승 2패 | 전태규 | 2승 1패 | 나도현 | 2승 1패 | 서지훈 | 2승 1패 |
| 최연성 | 3승 0패 | 박성준 | 3승 0패 | 이윤열 | 2승 1패 | 변은종 | 1승 2패 |
| 박정석 | 2승 1패 | 한동욱 | 1승 2패 | 박태민 | 1승 2패 | 박용욱 | 3승 0패 |
| 이병민 | 0승 3패 | 최수범 | 0승 3패 | 김성제 | 1승 2패 | 김정민 | 0승 3패 |

- 2004년 5월 14일 열린 16강 C조 3경기(나도현 vs 박태민)에서 나도현 선수가 경기직전 실신하는 사태가 발생했으며 박태민의 재경기 요청으로 그 후 나도현 vs 박태민의 16강 C조 3경기는 다음 주차로 미뤄져 치러졌다.

## 8강 ~
|  | 8강전  | 8강전  |        |   | 준결승전 | 준결승전 |  |  | 결승전 | 결승전 |
|  |        |        |        |   |          |          |  |  |        |        |
|  |        |        |        |   |          |          |  |  |        |        |
|  |        |        |        |   |          |          |  |  |        |        |
|  | 최연성 | 2      |        |   |          |          |  |  |        |        |
|  | 최연성 | 2      |        |   |          |          |  |  |        |        |
|  | 전태규 | 1      |        |   |          |          |  |  |        |        |
|  | 전태규 | 1      | 최연성 | 2 |          |          |  |  |        |        |
|  |        |        | 최연성 | 2 |          |          |  |  |        |        |
|  |        | 박성준 | 3      |   |          |          |  |  |        |        |
|  | 박성준 | 박성준 | 3      | 2 |          |          |  |  |        |        |
|  | 박성준 |        |        | 2 |          |          |  |  |        |        |
|  | 서지훈 | 1      |        |   |          |          |  |  |        |        |
|  | 서지훈 | 1      | 박성준 | 3 |          |          |  |  |        |        |
|  |        |        | 박성준 | 3 |          |          |  |  |        |        |
|  |        | 박정석 | 1      |   |          |          |  |  |        |        |
|  | 나도현 | 박정석 | 1      | 2 |          |          |  |  |        |        |
|  | 나도현 |        |        | 2 |          |          |  |  |        |        |
|  | 박용욱 | 1      |        |   |          |          |  |  |        |        |
|  | 박용욱 | 1      | 나도현 | 2 |          |          |  |  |        |        |
|  |        |        | 나도현 | 2 |          |          |  |  |        |        |
|  |        | 박정석 | 3      |   |          |          |  |  |        |        |
|  | 이윤열 | 박정석 | 3      | 1 |          |          |  |  |        |        |
|  | 이윤열 |        |        | 1 |          |          |  |  |        |        |
|  | 박정석 | 2      |        |   |          |          |  |  |        |        |
|  | 박정석 | 2      |        |   |          |          |  |  |        |        |

## 우승
| Gillette 스타리그 2004 우승 |
| --------------------------- |
| 박성준 (첫 번째 우승)       |

## 대회 결과
- 우승 박성준, 준우승 박정석, 3위 최연성, 4위 나도현

## 사용 맵 정보
| 종족   | Gillette_Mercury | Requiem | Namja Iyagi | Nostalgia |
| ------ | ---------------- | ------- | ----------- | --------- |
| 인원   | 4                | 4       | 4           | 4         |
| P vs Z | 0:1              | 0:1     | 0:2         | 2:1       |
| Z vs T | 2:2              | 1:3     | 3:0         | 2:1       |
| T vs P | 3:3              | 3:4     | 3:4         | 1:3       |
| Z vs Z | 0번              | 0번     | 0번         | 0번       |
| T vs T | 3번              | 1번     | 1번         | 4번       |
| P vs P | 0번              | 0번     | 0번         | 1번       |